# Gerontology Research Group
Il Gerontology Research Group (GRG) è un gruppo di persone volontarie che si occupa di effettuare ricerche documentali allo scopo di verificare l'età di persone di età pari o superiore ai 110 anni (supercentenari).

## Storia
Il gruppo è stato fondato il 7 marzo 1992 da L. Stephen Coles, tesoriere e direttore della Fondazione di Ricerca dei Supercentenari, e da Steven M. Kaye. Il suo scopo è contribuire all'indagine sui limiti fisiologici della vita. Tra il 1998 e il 1999 è stata creata una commissione apposita per verificare quali siano le persone più anziane viventi sul pianeta.
L'attuale direttore del GRG, dopo la morte del Dott. L Stephen Coles, è John M. Adams, noto come Johnny. Il responsabile della ricerca sui supercentenari per il GRG è Robert Douglas Young.
L'organizzazione ha verificato i casi di una sessantina di supercentenari viventi, per la maggior parte donne.
Il Guinness dei primati utilizza il GRG come fonte per le persone più longeve viventi al mondo, mediante i loro certificati di nascita e di matrimonio.
Il New York Times ha scritto che il GRG è "un'autorità in materia" di convalidazione dei record dei supercentenari.